# Никос Христодулидис
Никос Христодулидис (грч. Νίκος Χριστοδουλίδης; 6. децембар 1973) је политичар кипарских Грка, тренутно на позицији председника Кипра. Претходно је био министар спољних послова од 2018. до 2022. и портпарол Владе од 2014. до 2018. године. Пре уласка у политику био је каријерни дипломата.
Христодулидис је поднео оставку из друге Анастасијадесове владе у јануару 2022. усред спекулација да ће се кандидовати за председника 2023. године. У јуну је потврдио да ће се кандидовати за председника као независни, без подршке своје странке ДИСИ. Од тада су га подржале странке ДИКО, ЕДЕК, ДИПА и Солидарност.
Победио је у првом кругу председничких избора са 32,04 одсто гласова, а потом га је подржао актуелни председник Никос Анастасијадес. Он је победио у другом кругу са 51,92% гласова, наспрам 48,08% Андреаса Мавројаниса, којег подржава АКЕЛ, да би постао председник Кипра. Он је први председник који је рођен на независном Кипру.

## Министар спољних послова
Након поновног избора у фебруару 2018. године, председник Републике Кипар Никос Анастасијадес именовао је Христодулидиса за шефа министарства спољних послова, међу неколико нових именовања у свом кабинету. На дужност је ступио 1. марта 2018.